# Гаджиев, Алтай Амир оглы
Алтай Амир оглу Гаджиев (азерб. Altay Əmir oğlu Hacıyev; 2 апреля 1931, Баку — 12 февраля 2019, Баку) — азербайджанский живописец, Заслуженный художник Азербайджанской Советской Социалистической Республики (1982), Народный художник Азербайджана (2002).

## Биография
Алтай Гаджиев родился в 1931 году в семье художника Амира Гаджиева. В 1951 году он окончил Художественное училище по живописи, а в 1959 году — Киевский государственный институт живописи. С 1959 года он участвовал в международных и республиканских выставках. В 1960 году он был принят в члены Союза художников СССР. В 1962—1967 годах работал на должности главного художника при Государственном Комитете по печати при Совете Министров Азербайджанской ССР. В 1982 году Алтай Гаджиев был награждён званием Заслуженного художника, а в 2002 году — званием Народного художника. В 1995 году он был награждён премией «Гумай». С 2003 года Алтай Гаджиев является лауреатом президентской премии.
В 1987 году была организована выставка его графических работ, в 1991 году — выставка «Натаван-Шуша», в 2001 году — тематическая выставка «Звезды народа», а также в 2006 году — выставка, посвященная его 75-летнему юбилею.
Произведения художника хранятся в Национальном музее искусства Азербайджана, в Государственной картинной галерее Азербайджана, в музеях зарубежных стран и в частных коллекциях. В период работы в «Азернешре» он познакомился с писателями и поэтами своего времени, изучал их творчество.
Художник, получивший высшее образование в Украине, глубоко освоил классические европейские художественные традиции. Он всегда проявлял острое чувство индивидуальности в своем творчестве, умело используя наследие азербайджанской живописи.
Алтай Гаджиев посвятил значительную часть своего творчества книжной графике. Он оформил множество книг и создал иллюстрации к многим произведениям. Художник также создал множество серий работ. После завершения высшего образования и возвращения на родину в конце 1960-х годов, он создал первую серию под названием «Новый Баку», в которой отразил строительство и преобразование Баку в развитый индустриальный город. Ранние работы, такие как «Каспий», «Певец моря» и «Хозяин Каспия», позволяют проанализировать ранний период его творчества.
Алтай Гаджиев не ограничился только книжной графикой, он также проявил себя в области живописи. Основная линия его работ отображает исторических личностей и богатое духовное наследие. К произведениям из серии «Звезды народа» относятся: «Томрис», «Мехсети Гянджеви», «Сара Хатун», «Хуршудбану Натаван», «Туту Бике», «Ашыг Пери», «Ага Бейим Ага» и др.

## Награды и звания
- Почётная грамота Верховного Совета Азербайджанской ССР — 1968
- Звание «Заслуженный художник Азербайджанской ССР» — 1 декабря 1982[3]
- «Мир Физули — 500». Награда «Гумай» — 1995
- Награда Института Открытого Общества за лучшее детское литературное оформление — 1999
- Звание «Народный художник Республики Азербайджан» — 30 мая 2002[4]
- Персональная пенсия Президента Азербайджанской Республики — 23 декабря 2004